# Rune Ericson
Rune Ericson (né le 29 mai 1924 à Stockholm et mort en février 2015) est un directeur de la photographie et réalisateur suédois de cinéma.

## Biographie
En 1969, Rune Ericson invente le format super 16 mm.

## Filmographie partielle

### Comme directeur de la photographie

#### Cinéma
- 1947 : Bill Bergson, maître détective (Mästerdetektiven Blomkvist) de Rolf Husberg
- 1964 : Swedish Wedding Night (Bröllopsbesvär) de Åke Falck (en)
- 1967 : Stimulantia de Hans Abramson, Hans Alfredson, Arne Arnbom, Tage Danielsson, Lars Görling, Ingmar Bergman, Jörn Donner, Gustaf Molander et Vilgot Sjöman
- 1967 : Tvärbalk de Jörn Donner
- 1968 : Les Filles (Flickorna) de Mai Zetterling
- 1968 : Docteur Glas (Doktor Glas) de Mai Zetterling
- 1970 : Joyeuses Pâques (Lyckliga skitar) de Vilgot Sjöman
- 1971 : Les Gémeaux (Bröder Carl) de Susan Sontag
- 1973 : Les Huit Visions (Visions of Eight) de Milos Forman, Kon Ichikawa, Claude Lelouch , Mai Zetterling (segment The Strongest), Iouri Ozerov, Arthur Penn, Michael Pfleghar et John Schlesinger (documentaire)
- 1980 : To Be a Millionaire (Mannen som blev miljonär) de Mats Arehn
- 1984 : Ronya, la fille du brigand (Ronja Rövardotter) de Tage Danielsson
- 1987 : Mälarpirater d'Allan Edwall
- 1991 : Den ofrivillige golfaren de Lasse Åberg

#### Télévision
- 1980 : Från och med herr Gunnar Papphammar (série télévisée, 24 épisodes)
- 1980 : Bröderna Lejonhjärta de Olle Hellbom (mini-série télévisée, 5 épisodes)
- 1984 : Rasmus på luffen de Olle Hellbom (mini-série télévisée, 4 épisodes)
- 1986-1987 : Ronja Rövardotter de Tage Danielsson (3 épisodes) et Catti Edfeldt (3 épisodes) (mini-série télévisée)

### Comme réalisateur
- 1947 : I Sagas värld (documentaire, court métrage)
- 1963 : Olle Olson Hagalund (documentaire, court métrage)